# Olympische Sommerspiele 1980/Leichtathletik – 5000 m (Männer)

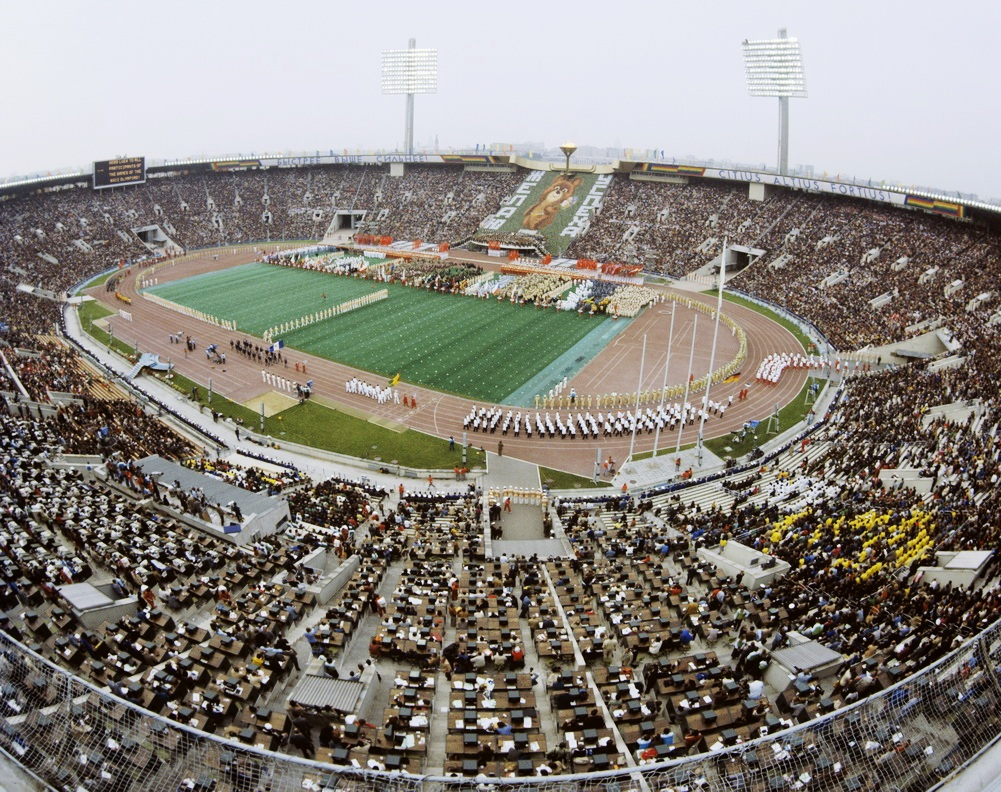
Das Luschniki-Stadion während der Eröffnungsfeier dieser Spiele

Der 5000-Meter-Lauf der Männer bei den Olympischen Spielen 1980 in Moskau wurde am 28. und 30. Juli sowie am 1. August 1980 im Olympiastadion Luschniki ausgetragen. 37 Athleten nahmen teil.
Olympiasieger wurde der Äthiopier Miruts Yifter. Er gewann vor dem Tansanier Suleiman Nyambui und dem Finnen Kaarlo Maaninka.
Für die DDR ging Hansjörg Kunze an den Start, der im Halbfinale ausschied.

Der Schweizer Markus Ryffel und der Österreicher Dietmar Millonig erreichten das Finale. Ryffel belegte Rang fünf, Millonig wurde Sechster.

Läufer aus Liechtenstein nahmen nicht teil. Athleten aus der Bundesrepublik Deutschland waren wegen des Olympiaboykotts ebenfalls nicht dabei.

## Bestehende Rekorde
| Weltrekord         | 13:08,4 min  | Henry Rono ( Kenia)              | Berkeley, USA               | 8. April 1978 |
| Olympischer Rekord | 13:20,34 min | Brendan Foster ( Großbritannien) | Vorlauf OS Montreal, Kanada | 28. Juli 1976 |

Der bestehende olympische Rekord wurde bei diesen Spielen nicht erreicht. Im schnellsten Rennen, dem Finale, verfehlte der äthiopische Olympiasieger Miruts Yifter diesen Rekord allerdings nur um 66 Hundertstelsekunden. Zum Weltrekord fehlten ihm 12,6 Sekunden.

## Durchführung des Wettbewerbs
Die Athleten traten am 28. Juli zu drei Vorläufen an. Die jeweils sechs Laufbesten – hellblau unterlegt – sowie die nachfolgend sechs Zeitschnellsten – hellgrün unterlegt – erreichten das Halbfinale am 30. Juli. Hier qualifizierten sich die jeweils vier Laufbesten – wiederum hellblau unterlegt – sowie die nachfolgend vier Zeitschnellsten – hellgrün unterlegt – für das Finale, das am 1. August stattfand.

## Zeitplan
28. Juli, 17:35 Uhr: Vorläufe

30. Juli, 18:50 Uhr: Halbfinale

1. August, 18:35 Uhr: Finale
Anmerkung:
Alle Zeiten sind in Ortszeit Moskau (UTC+3) angegeben.

## Vorrunde
Datum: 28. Juli 1980, ab 17:35 Uhr

### Vorlauf 1

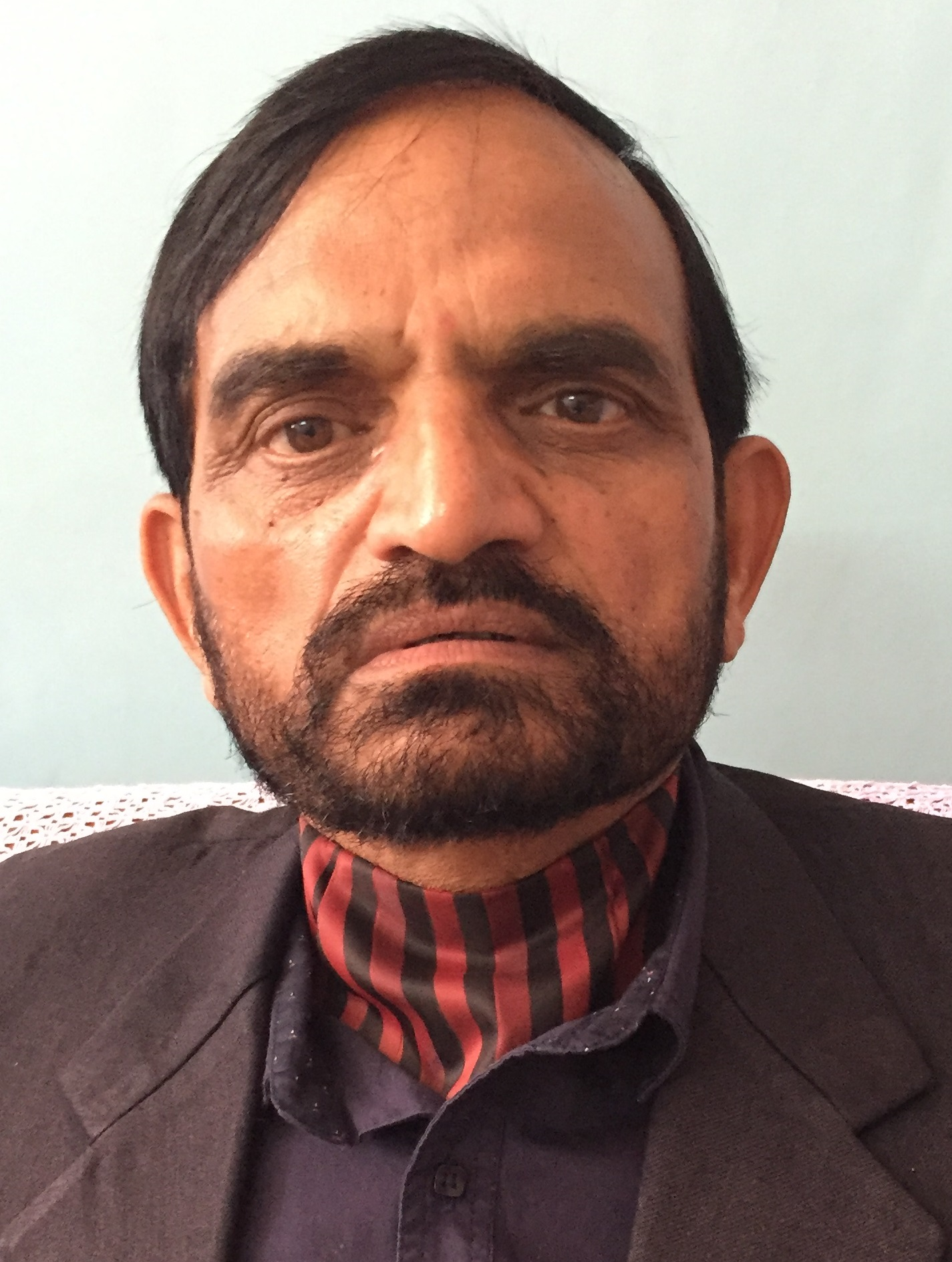
Gopal Saini (Foto: 2016) scheiterte als Neunter des ersten Vorlaufs

| Platz | Name                 | Nation         | Zeit        |
| ----- | -------------------- | -------------- | ----------- |
| 1     | Miruts Yifter        | Äthiopien      | 13:44,4 min |
| 2     | Hansjörg Kunze       | DDR            | 13:44,4 min |
| 3     | Nick Rose            | Großbritannien | 13:44,7 min |
| 4     | John Treacy          | Irland         | 13:44,8 min |
| 5     | Alex Hagelsteens     | Belgien        | 13:44,9 min |
| 6     | Aljaksandr Fjadotkin | Sowjetunion    | 13:45,6 min |
| 7     | David Fitzsimons     | Australien     | 13:46,4 min |
| 8     | Enrique Aquino       | Mexiko         | 13:48,9 min |
| 9     | Gopal Saini          | Indien         | 14:06,6 min |
| 10    | Robert Chideka       | Botswana       | 14:47,2 min |
| 11    | Laxman Basnet        | Nepal          | 16:11,7 min |
| DNS   | Lasse Virén          | Finnland       |             |

### Vorlauf 2
| Platz | Name                | Nation           | Zeit        |
| ----- | ------------------- | ---------------- | ----------- |
| 1     | El Hachemi Abdenouz | Algerien         | 13:42,1 min |
| 2     | Mohamed Kedir       | Äthiopien        | 13:42,7 min |
| 3     | Waleri Abramow      | Sowjetunion      | 13:42,9 min |
| 4     | Emiel Puttemans     | Belgien          | 13:43,0 min |
| 5     | David Moorcroft     | Großbritannien   | 13:43,0 min |
| 6     | Jiří Sýkora         | Tschechoslowakei | 13:43,1 min |
| 7     | Steve Austin        | Australien       | 13:43,2 min |
| 8     | Martti Vainio       | Finnland         | 13:45,2 min |
| 9     | Zakariah Barie      | Tansania         | 13:49,9 min |
| 10    | Mick O’Shea         | Irland           | 14:03,0 min |
| 11    | Bernardo Manuel     | Angola           | 14:51,4 min |
| 12    | Saleh El-Ali        | Syrien           | 15:08,2 min |
| DNS   | Ilie Floroiu        | Rumänien         |             |

### Vorlauf 3

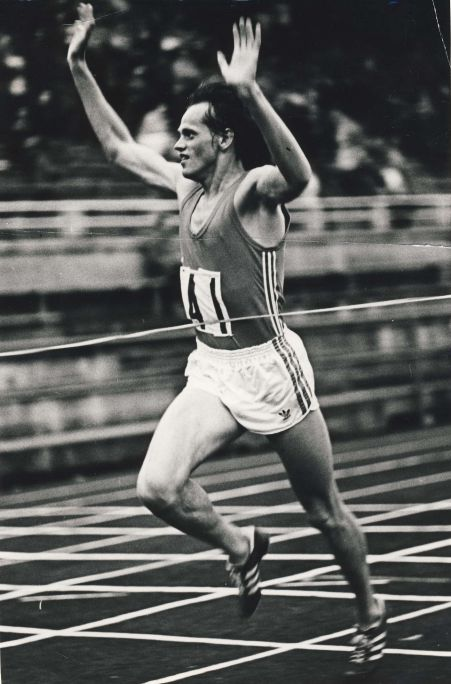
Enn Sellik – ausgeschieden als Achter des dritten Vorlaufs

| Platz | Name             | Nation         | Zeit        |
| ----- | ---------------- | -------------- | ----------- |
| 1     | Markus Ryffel    | Schweiz        | 13:45,0 min |
| 2     | Suleiman Nyambui | Tansania       | 13:45,4 min |
| 3     | Eamonn Coghlan   | Irland         | 13:45,4 min |
| 4     | Dietmar Millonig | Österreich     | 13:45,7 min |
| 5     | Yohannes Mohamed | Äthiopien      | 13:45,8 min |
| 6     | Kaarlo Maaninka  | Finnland       | 13:45,8 min |
| 7     | Barry Smith      | Großbritannien | 13:46,3 min |
| 8     | Enn Sellik       | Sowjetunion    | 13:52,4 min |
| 9     | Rachid Habchaoui | Algerien       | 13:59,9 min |
| 10    | Zephaniah Ncube  | Simbabwe       | 14:06,7 min |
| 11    | Pedro Mulomo     | Mosambik       | 15:11,9 min |
| 12    | Amadou Alimi     | Benin          | 15:44,0 min |

## Halbfinale
Datum: 30. Juli 1980, ab 18:50 Uhr

### Lauf 1

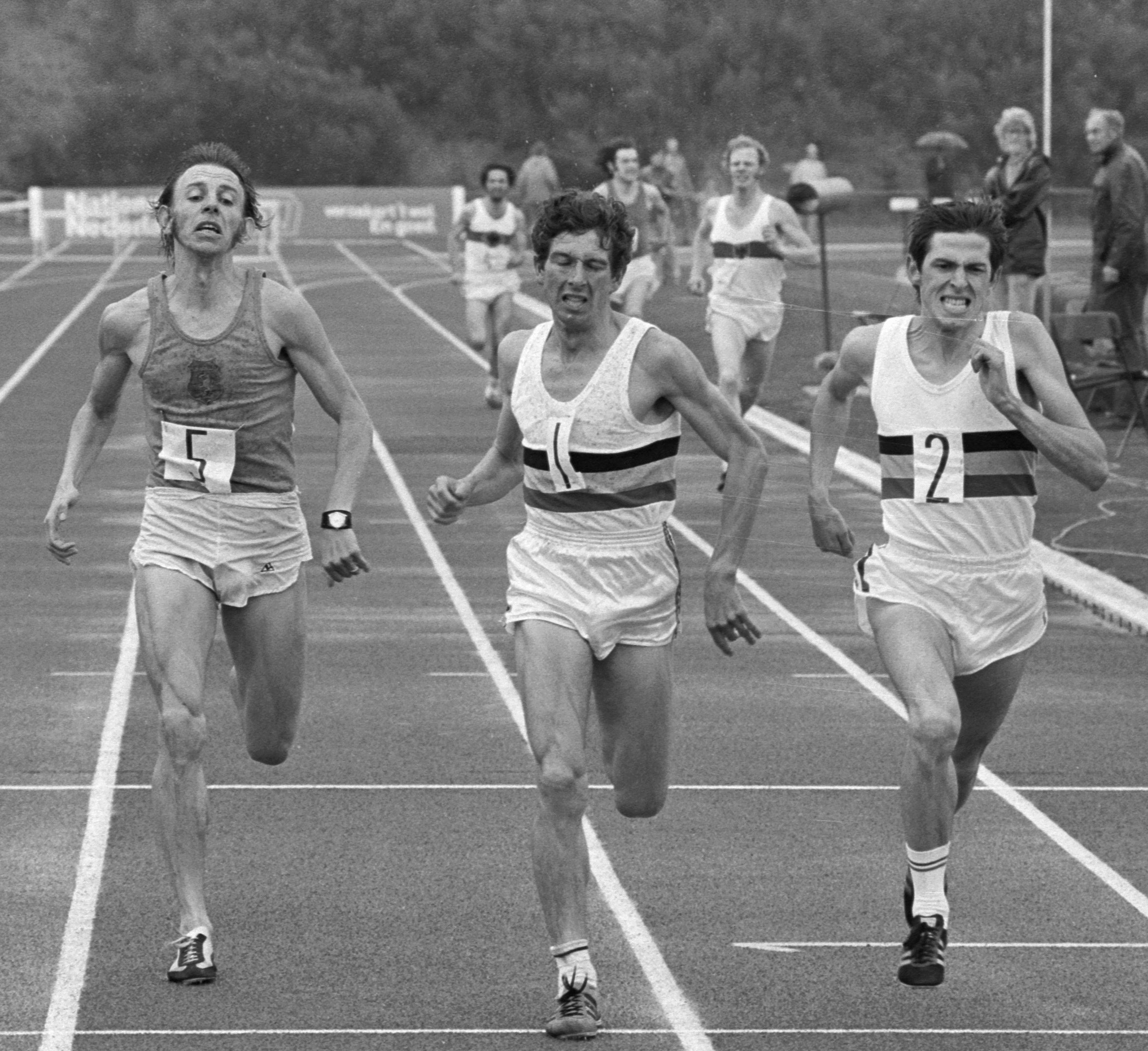
Emiel Puttemans (Mitte) – ausgeschieden als Achter des ersten Halbfinals
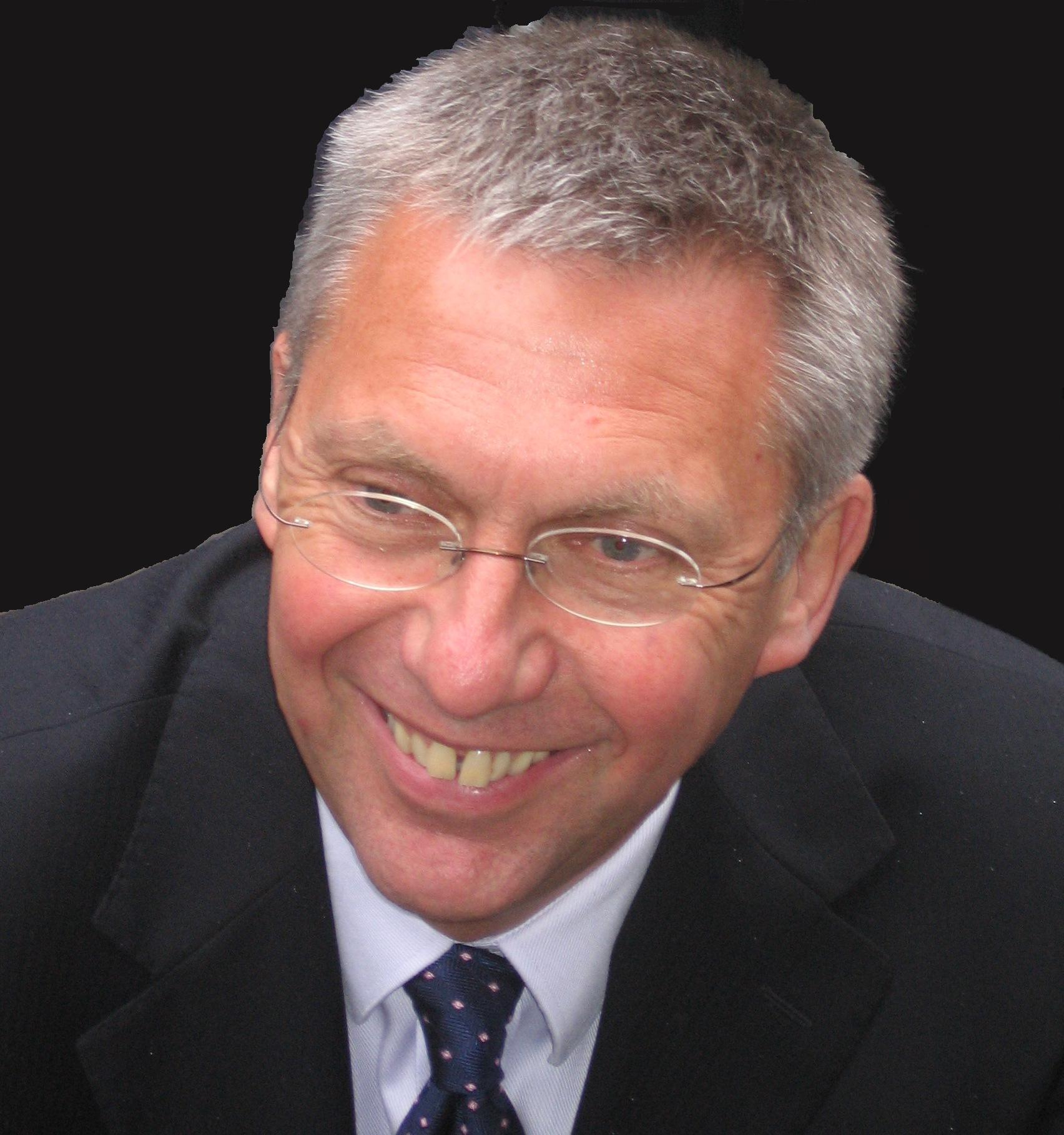
Der spätere Weltrekordinhaber David Moorcroft (Foto: 2008) erreichte als Neunter des ersten Halbfinals nicht den Endlauf
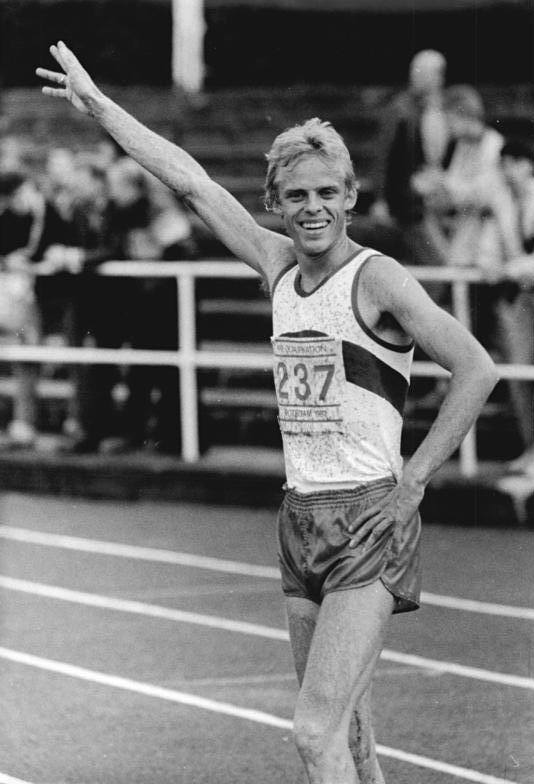
Hansjörg Kunze – ausgeschieden als Elfter des ersten Halbfinals

| Platz | Name             | Nation         | Zeit        |
| ----- | ---------------- | -------------- | ----------- |
| 1     | Yohannes Mohamed | Äthiopien      | 13:39,4 min |
| 2     | Miruts Yifter    | Äthiopien      | 13:40,0 min |
| 3     | Kaarlo Maaninka  | Finnland       | 13:40,2 min |
| 4     | John Treacy      | Irland         | 13:40,3 min |
| 5     | Nick Rose        | Großbritannien | 13:40,6 min |
| 6     | Waleri Abramow   | Sowjetunion    | 13:40,7 min |
| 7     | Zakariah Barie   | Tansania       | 13:44,9 min |
| 8     | Emiel Puttemans  | Belgien        | 13:50,2 min |
| 9     | David Moorcroft  | Großbritannien | 13:58,2 min |
| 10    | David Fitzsimons | Australien     | 13:58,3 min |
| 11    | Hansjörg Kunze   | DDR            | 14:00,3 min |
| 12    | Enrique Aquino   | Mexiko         | 14:01,4 min |

### Lauf 2

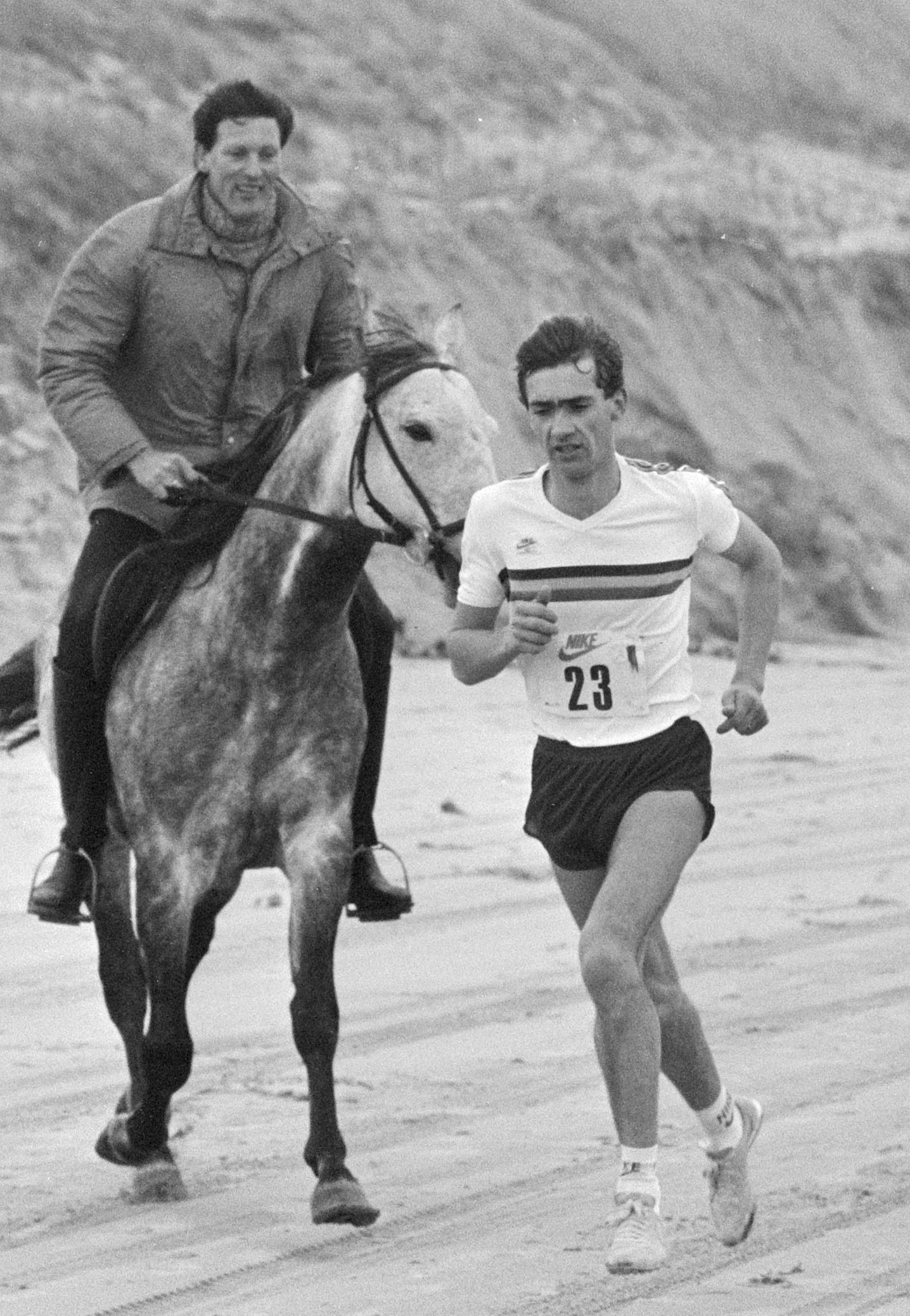
Alex Hagelsteens (hier bei einem Halbmarathon) schied als Zehnter des zweiten Halbfinals aus

| Platz | Name                 | Nation           | Zeit        |
| ----- | -------------------- | ---------------- | ----------- |
| 1     | Mohamed Kedir        | Äthiopien        | 13:28,6 min |
| 2     | Eamonn Coghlan       | Irland           | 13:28,8 min |
| 3     | Markus Ryffel        | Schweiz          | 13:29,2 min |
| 4     | Dietmar Millonig     | Österreich       | 13:29,4 min |
| 5     | Suleiman Nyambui     | Tansania         | 13:30,2 min |
| 6     | Martti Vainio        | Finnland         | 13:30,4 min |
| 7     | Jiří Sýkora          | Tschechoslowakei | 13:31,0 min |
| 8     | Aljaksandr Fjadotkin | Sowjetunion      | 13:31,9 min |
| 9     | Barry Smith          | Großbritannien   | 13:36,7 min |
| 10    | Alex Hagelsteens     | Belgien          | 13:46,7 min |
| 11    | Steve Austin         | Australien       | 13:47,6 min |
| 12    | El Hachemi Abdenouz  | Algerien         | 14:15,9 min |

## Finale
Datum: 1. August, 18:35 Uhr
| Platz | Name                 | Nation           | Zeit        |
| ----- | -------------------- | ---------------- | ----------- |
| 1     | Miruts Yifter        | Äthiopien        | 13:21,0 min |
| 2     | Suleiman Nyambui     | Tansania         | 13:21,6 min |
| 3     | Kaarlo Maaninka      | Finnland         | 13:22,0 min |
| 4     | Eamonn Coghlan       | Irland           | 13:22,8 min |
| 5     | Markus Ryffel        | Schweiz          | 13:23,1 min |
| 6     | Dietmar Millonig     | Österreich       | 13:23,3 min |
| 7     | John Treacy          | Irland           | 13:23,7 min |
| 8     | Aljaksandr Fjadotkin | Sowjetunion      | 13:24,1 min |
| 9     | Jiří Sýkora          | Tschechoslowakei | 13:25,0 min |
| 10    | Yohannes Mohamed     | Äthiopien        | 13:28,4 min |
| 11    | Martti Vainio        | Finnland         | 13:32,1 min |
| 12    | Mohamed Kedir        | Äthiopien        | 13:34,2 min |

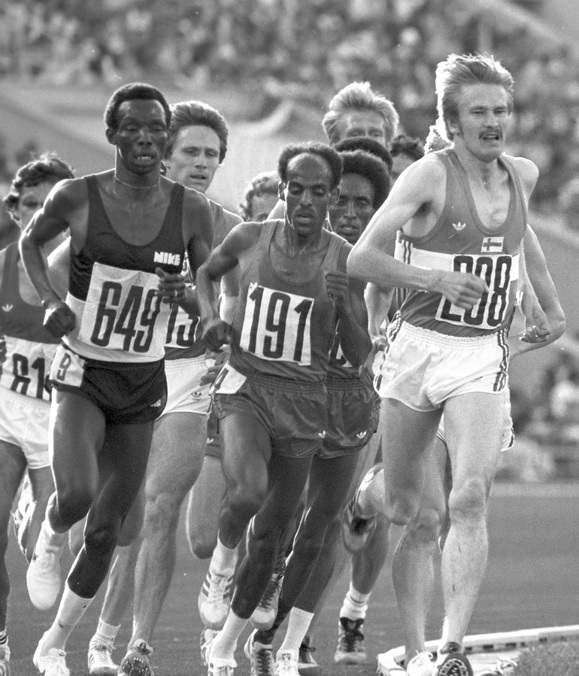
Szene aus dem 5000-Meter-Finale: Suleiman Nyambui (649), Miruts Yifter (191), Kaarlo Maaninka (208)

Der vierfache Olympiasieger Lasse Virén trat über 5000 Meter nicht an. Einer der Favoriten war der Äthiopier Miruts Yifter, der hier in Moskau einige Tage zuvor über 10.000 Meter triumphiert hatte. Konkurrenz kam von den afrikanischen Läufern, die sich bereits über 10.000 Meter sehr stark präsentiert hatten, vor allem Yifters Landsmann Mohamed Kedir. Von den Europäern gehörten die Finnen Kaarlo Maaninka, hier in Moskau Zweiter über 10.000 Meter, und Martti Vainio, Europameister 1978 über 10.000 Meter, sowie der Schweizer Markus Ryffel, Vizeeuropameister 1978 über 5000 Meter, zu den weiteren Medaillenkandidaten.
Drei Äthiopier hatten das Finale erreicht und es wurde erwartet, dass Kedir und Yohannes Mohamed Tempomacher für Yifter sein würden. In der Anfangsphase übernahm Aljaksandr Fjadotkin, UdSSR, die Spitze. Er beließ es bei gemäßigtem Tempo. Noch vor der 1000-Meter-Marke übernahm Mohamed die Führung und beschleunigte ein wenig. Hinter ihm liefen Kedir, Fjadotkin und Yifter, der kurz vor Ende der fünften Runde selber die Führung übernahm. Nun lösten sich die drei Äthiopier für ein paar Runden in der Führungsarbeit ab. Das Tempo war weiterhin nicht übermäßig hoch, sodass das Feld lange zusammenblieb. Zwischenzeitlich ging Maaninka an die Spitze, um das Rennen wieder etwas schneller zu gestalten, doch auch er brachte keine entscheidende Veränderung in diesen 5000-Meter-Lauf. Zwei Runden vor Schluss führte Maaninka vor Fjadotkin, Suleiman Nyambui aus Tansania, Yifter und dem Iren Eamonn Coghlan. Das komplette Feld war noch zusammen, als es Fjadotkin noch einmal mit einem Antritt versuchte, der jedoch schnell verpuffte. Die entscheidende Tempoverschärfung gab es dreihundert Meter vor dem Ziel. Coghlan ergriff die Initiative, gleichzeitig machte der vor ihm liegende Kedir Platz für Yifter, der innen auch an dem Iren vorbeistieß und am Ende der Gegengeraden vorne schon eine kleine Lücke vor Coghlan und dem nun stärker werdenden Nyambui erarbeitet hatte. Dahinter kämpften Ryffel und Maaninka um den Anschluss. Einen Moment sah es so aus, als könne Nyambui den führenden Äthiopier noch gefährden. Doch Miruts Yifter zog noch einmal an und wurde Olympiasieger vor Suleiman Nyambui. Kaarlo Maaninka spurtete auf der Zielgeraden an dem sich verzweifelt wehrenden Coghlan vorbei zur Bronzemedaille. Markus Ryffel belegte am Ende hinter Eamonn Coghlan Rang fünf.
Miruts Yifter war der erste äthiopische Olympiasieger über 5000 Meter.

Suleiman Nyambui gewann die erste Medaille für Tansania in dieser Disziplin.

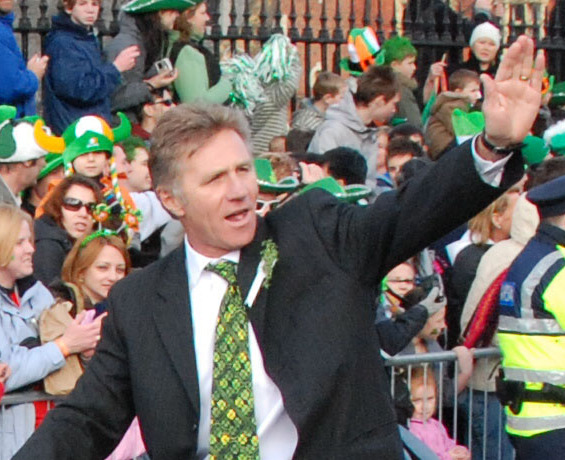
Eamonn Coghlan (hier im Jahr 2008) belegte Rang vier
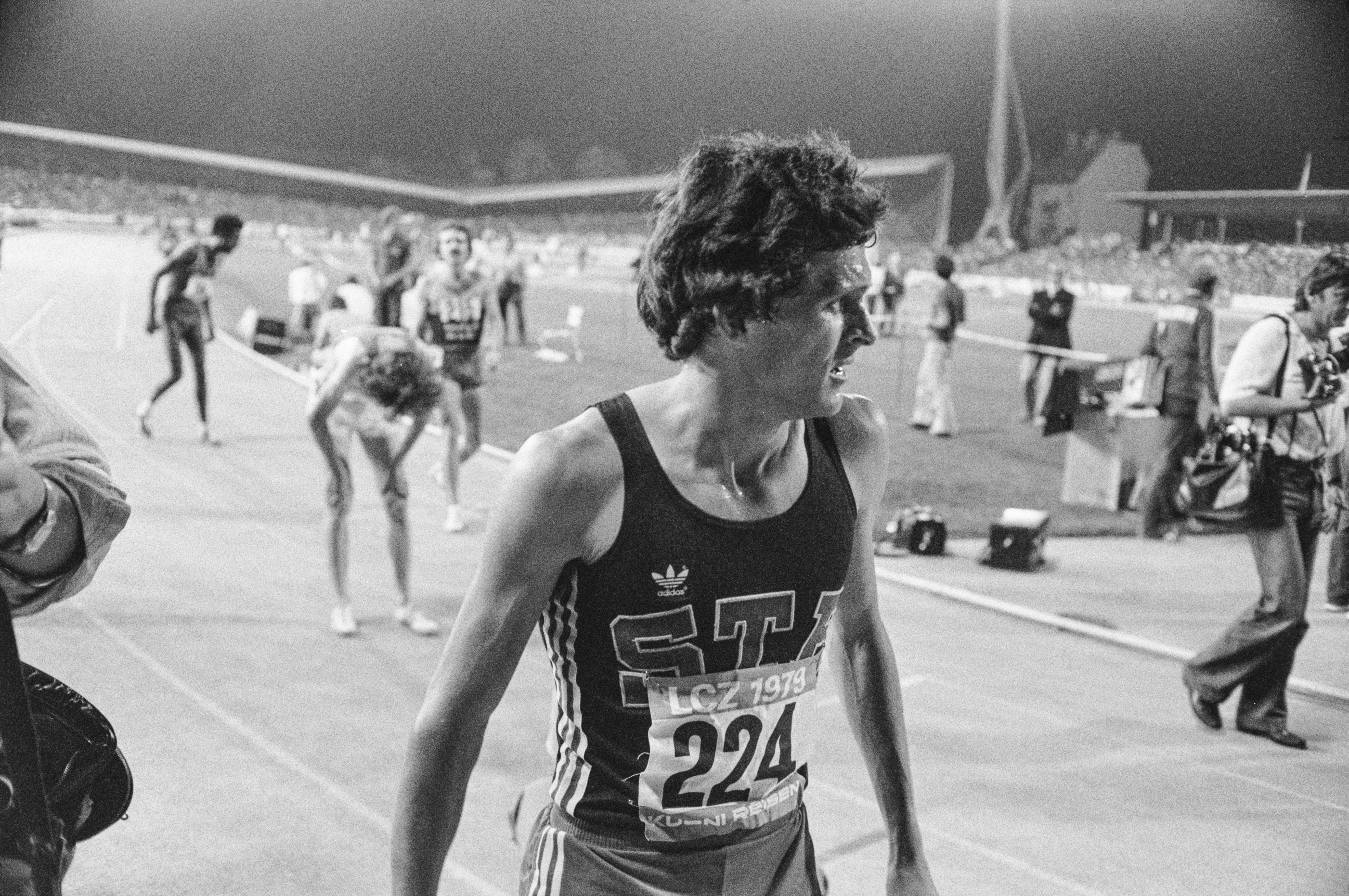
Markus Ryffel kam auf den fünften Platz

## Videolinks
- Athletics - Men's 5000m - Highlights, Moscow 1980 Olympics, youtube.com, abgerufen am 27. Oktober 2021
- Miruts Yifter - 5000m - 1980 Moscow Olympics, youtube.com, abgerufen am 25. Dezember 2017